# كارد كابتور ساكورا ذا موفي: ذا سيلد كارد
كارد كابتور ساكورا ذا موفي: ذا سيلد كارد(باليابانية: 劇場版カードキャプターさくら封印されたカード، بالروماجي: Gekijō-ban Kādokyaputā Sakura Fūin Sareta Kādo) هو فيلم أنمي ياباني من إخراج موريو أساكا ومن تأليف ناناسي أوكاوا، ومن إنتاج استوديو مادهاوس. الفيلم هو تكملة لأحداث الأنمي التلفزيوني كارد كابتور ساكورا، المقتبس من سلسلة مانغا من تأليف كلامب. عرض الفيلم في اليابان في 15 يوليو عام 2000. وفاز الفيلم بجائزة فيلم المستقبل في عام 2000 Animation Kobe.

## القصة
تدور أحداث القصة عن ساكورا كينوموتو التي يقيم فصلها مسرحة في مهرجان تومويدا السنوي، وتلعب ساكورا دورًا مهمًا في المسرحية، وفي نفسه تحاول الاعتراف بمشاعرها تجاه صديقتها سياوران لي، الذي اعترفت لها بمشاعره قبل العودتهم من هونغ كونغ.

## الأداء الصوتي
| الشخصية                | الأداء الصوتي                |
| ---------------------- | ---------------------------- |
| ساكورا كينوموتو        | ساكورا تانغي                 |
| سياوران لي             | موتوكو كوماي                 |
| تومويا دايدوجي         | جونكو إيواو                  |
| كيرو                   | أيا هيساكاوا ماسايا أونوساكا |
| ميلينغ لي              | يوكانا                       |
| تويا كينوموتو          | توموكازو سيكي                |
| يوكيتو تسوكيشيرو / يوي | ميغومي أوغاتا                |
| فوجيتاكا كينوموتو      | هيديوكي تاناكا               |
| إيريوا هيرايزاوا       | نوزومو ساساكي                |
| كاهو ميزوكي            | إمي شينوهارا                 |
| سبينيلر سان            | يومي توما                    |
| ريكا ساساكي            | توموكو كاواكامي              |
| ناوكو ياناغيساوا       | إيمي موتوي                   |
| تشيهارو ميهارا         | ميوا ماتسوموتو               |
| تاكاشي يامازاكي        | إيزي ميازاكي                 |
| سونومي دايدوجي         | ميكي إيتو                    |
| يوشيوكي تيرادا         | تورو فوروساوا                |
| ذا ناثينك كارد         | مايا ساكاموتو                |

## وصلات خارجية
- كارد كابتور ساكورا ذا موفي: ذا سيلد كارد نسخة محفوظة 2012-02-29 على موقع واي باك مشين. على موقع مادهاوس باللغة اليابانية
- كارد كابتور ساكورا ذا موفي: ذا سيلد كارد على موقع IMDb (الإنجليزية)
- كارد كابتور ساكورا ذا موفي: ذا سيلد كارد على موقع نتفليكس (الإنجليزية)
- كارد كابتور ساكورا ذا موفي: ذا سيلد كارد على موقع فيلمافينيتي (الإسبانية)
- كارد كابتور ساكورا ذا موفي: ذا سيلد كارد على موقع قاعدة بيانات الفيلم (الإنجليزية)
- كارد كابتور ساكورا ذا موفي: ذا سيلد كارد على موقع ليتربوكسد (الإنجليزية)
- كارد كابتور ساكورا ذا موفي: ذا سيلد كارد على موقع كينوبويسك (الروسية)
- كارد كابتور ساكورا ذا موفي: ذا سيلد كارد على موقع ANN anime (الإنجليزية)